# Trimeresurus truongsonensis
Trimeresurus truongsonensis este o specie de șerpi din genul Trimeresurus, familia Viperidae, descrisă de Orlov, Ryabov, Thanh și H Cuc în anul 2004. Conform Catalogue of Life specia Trimeresurus truongsonensis nu are subspecii cunoscute.